# Profit oder Partner!
Profit oder Partner! (Originaltitel: Rules of Acquisition) ist die siebente Folge der zweiten Staffel der US-amerikanischen Science-Fiction-Fernsehserie Star Trek: Deep Space Nine. Sie wurde in den Vereinigten Staaten über Syndication vermarktet und erstmals am 6. November 1993 auf verschiedenen Fernsehsendern ausgestrahlt. In Deutschland war sie zum ersten Mal am 6. September 1994 in einer synchronisierten Fassung auf Sat.1 zu sehen.

## Handlung
Im Jahr 2370 kommt Zek, der Große Nagus der Ferengi, auf die Raumstation Deep Space Nine und verspricht dem Barbesitzer Quark mehr Profit, als er sich je erträumt hätte. Zek möchte  auf Deep Space Nine eine Delegation der Dosi empfangen, um von ihnen Tulabeerenwein zu erwerben und so die ersten Handelsbeziehungen mit den Völkern des Gamma-Quadranten aufzubauen. Für das Treffen benötigt er die Genehmigung von Commander Sisko und den Bajoranern, die er sich durch eine großzügige Lieferung von Dünger an den Planeten Bajor erkauft.
Zek möchte, dass Quark für ihn die Verhandlungen führt, was der begeistert akzeptiert. Quark hat allerdings einen neuen Kellner namens Pel, der einen guten Instinkt für Geschäfte hat, und dieser warnt ihn davor, dass Zek möglicherweise Hintergedanken hat: Wenn das Geschäft glückt, wird er den Ruhm für sich beanspruchen, wenn es platzt, wird hingegen Quark als Sündenbock herhalten müssen. Quark schätzt den Rat von Pel und macht ihn in dieser Angelegenheit zu seinem Berater. Das missfällt wiederum Quarks Bruder Rom, der in Pel immer mehr einen lästigen Konkurrenten sieht. Beide ahnen noch nicht, dass Pel ein Geheimnis verbirgt: Er ist eigentlich eine Frau.
Als die Dosi eintreffen, erweist sich ihr Verhandlungsführer Inglatu als recht aggressiv und ungeduldig. Er ist beleidigt, weil Zek nicht persönlich mit ihm verhandeln will, und bietet statt den gewünschten 10.000 Fässern Tulabeerenwein nur 5000 an. Pel macht ihm energisch klar, dass die Verhandlungen nur mit Quark erfolgen, ansonsten käme kein Geschäft zustande. Schließlich gibt Inglatu nach und verspricht, über 10.000 Fässer nachzudenken.
Zek hat in der Zwischenzeit ein Auge auf die bajoranische Verbindungsoffizierin Kira Nerys geworfen und schenkt ihr Schmuck. Sie ist davon nicht begeistert, denn sie findet Zek und die gesamte Ferengi-Kultur abstoßend. Wissenschaftsoffizierin Jadzia Dax ermutigt sie, ihre Vorurteile zu überwinden. Sie selbst findet, dass man mit den Ferengi viel Spaß haben kann, wenn man ihre negativen Seiten einfach akzeptiert. Am Abend trifft sich Dax mit den Ferengi zum Tongo-Spiel. Quark berichtet von den Verhandlungen und Zek verlangt, dass er die Liefermenge auf 100.000 Fässer erhöht. Während des Spiels bemerkt Dax, dass sich Pel ungewöhnlich stark für Quark einsetzt. Am nächsten Tag treffen Dax und Pel sich zum Essen und reden dabei über Quark. Pel gesteht eine starke Zuneigung zu ihm und Dax ermutigt Pel, ihm dies zu gestehen. Für Pel hingegen ist das nicht so leicht, denn Quark weiß noch nicht einmal, dass sie eine Frau ist. Diese Information erstaunt Dax und Pel erklärt, dass Ferengi-Frauen eigentlich nicht einmal das Haus verlassen oder Kleidung tragen dürfen. Sie aber wollte ein selbstbestimmtes Leben führen, besorgte sich künstliche Ohren und gab sich als Mann aus.
Kira gibt Zek seinen Schmuck zurück und weist auch sein Angebot einer Nacht voller Leidenschaft ab. Nach dieser Enttäuschung müssen Quark und Pel ihm mitteilen, dass die Dosi die Erhöhung der Liefermenge abgelehnt haben und abgereist sind. Zek wird wütend, aber Quark und Pel bieten an, den Dosi mit einem Shuttle in den Gamma-Quadranten zu folgen und die Verhandlungen dort fortzusetzen. Während des Fluges rätseln die beiden darüber, warum Zek die gewünschte Liefermenge eigentlich erhöht hat. Da sie ganz allein sind, versucht Pel zaghaft, ihre Gefühle zu offenbaren, aber Quark missversteht sie und glaubt, sie wolle über eine höhere Gewinnbeteiligung verhandeln. Rom nutzt unterdessen die Abwesenheit Pels, um ihr Quartier zu durchsuchen. Dabei findet er ein Paar künstliche Ohren.
Auf der Heimatwelt der Dosi ist Inglatu bereit, die Verhandlungen fortzusetzen, doch er bietet weiterhin nur 10.000 Fässer und lässt das Geschäft schließlich platzen, als Quark nach wie vor auf mehr besteht. Quark will nicht aufgeben und die Verhandlungen am nächsten Tag wieder aufnehmen. Pel fühlt sich unwohl dabei, sich nun über Nacht ein Zimmer mit Quark teilen zu müssen. Schließlich gesteht sie ihre Gefühle und küsst ihn, doch plötzlich werden die beiden durch das Eintreten der Dosi Zyree unterbrochen. Sie erklärt, dass Inglatu zu stolz sei, um den eigentlichen Grund für die Ablehnung des Geschäfts zu nennen. Die Wahrheit ist, dass die Dosi gar nicht über 100.000 Fässer Tulabeerenwein verfügen. Zyree könne aber einen Kontakt zu den Karemma herstellen. Diese könnten solche Mengen liefern, denn sie sind Mitglieder in einer mächtigen Organisation namens Dominion. Pel und Quark wird klar, dass der Tulabeerenwein nur ein Vorwand war und die Kontaktaufnahme zum Dominion Zeks eigentlicher Plan war. Sie machen sich sogleich auf den Rückweg zur Station, wobei Quark es tunlichst vermeidet, Pels Gefühlsausbruch anzusprechen.
Zek zeigt sich sehr zufrieden und verspricht Quark einen Anteil an allen zukünftigen Geschäften mit den Karemma. Quarks Freude verfliegt jedoch sofort wieder, als Rom ihm mitteilt, dass er herausgefunden hat, dass Pel eine Frau ist. Quark verlangt von ihm, dieses Wissen geheim zu halten, denn die Enthüllung, gemeinsam mit einer Frau Geschäfte gemacht zu haben, könnte ihn ruinieren oder sogar ins Gefängnis bringen. Schließlich verspricht er Rom, ihm seine Bar zu überlassen, sobald er durch die neuen Geschäftsbeziehungen zu Reichtum gelangt ist. Als Rom einverstanden ist, geht Quark zu Pel. Er versucht sie zu bestechen, damit sie sofort die Station verlässt. Quark muss schließlich zugeben, dass er auch etwas für sie empfindet, doch da Pel den traditionellen Ferengi-Werten zuwiderhandelt, hält er eine Beziehung mit ihr für unmöglich. Quark glaubt, Pel würde seine Forderung zur Abreise akzeptieren, doch dann taucht sie überraschend bei einem gemeinsamen Essen mit Zek auf und enthüllt ihre wahre Identität. Quark tut, als wüsste er von nichts, doch Zek droht ihm mit Gefängnis. Erst als Quark einwendet, dass die Anklage auch auf ihn selbst zurückfallen könnte, lenkt Zek ein. Er ist bereit, Pels Identität geheimzuhalten, Quark muss allerdings auf seine Anteile an den Geschäften mit den Karemma verzichten. Pel verabschiedet sich von Quark, um anderswo ein neues Leben zu beginnen.

## Verbindungen zu anderen Star-Trek-Produktionen
Einige Elemente aus dieser Folge wurden in späteren Star-Trek-Produktionen wieder aufgegriffen:
- Pel ist die erste weibliche Ferengi, die in einer Star-Trek-Produktion zu sehen ist. Der durch sie erstmals zum Ausdruck gebrachte Wunsch der Ferengi-Frauen nach Emanzipation und selbstständigem Profitstreben wird im weiteren Verlauf der Serie Star Trek: Deep Space Nine noch mehrfach thematisiert, insbesondere in mehreren Folgen, die sich um Quarks Mutter Ishka drehen.
- Das Dominion wird in dieser Folge erstmals erwähnt. Ab dem Ende der zweiten Staffel wurde es für den Rest der Serie Star Trek: Deep Space Nine zum zentralen Gegenspieler der Föderation und ihrer Verbündeten.
- Das Ferengi-Glücksspiel Tongo ist hier erstmals zu sehen.
- Die Tulabeeren werden in dieser Folge eingeführt. Tulabeerenwein wird im weiteren Verlauf der Serie Star Trek: Deep Space Nine ein sehr beliebtes Getränk.
- Die hier erstmals genannten Karemma hatten später Auftritte in drei Folgen von Star Trek: Deep Space Nine und in zwei Folgen der animierten Serie Star Trek: Lower Decks.
- Quarks Ausflug in den Gamma-Quadranten wird in Folge 2.08 (Die Ermittlung) von Star-Trek: Deep Space Nine noch einmal kurz erwähnt.

## Produktion

### Drehbuch
Der Arbeitstitel der Folge lautete Profit Margin.
Hilary Bader hatte ihre Geschichte ursprünglich für die Serie Raumschiff Enterprise – Das nächste Jahrhundert geschrieben. Dort hätte sich Pel in Commander Will Riker verlieben und mit Dr. Beverly Crusher eine Freundschaft entwickeln sollen. Die Geschichte wurde schließlich für die Serie Star Trek: Deep Space Nine adaptiert und um die Einführung des Dominion erweitert. Letzteres geschah, weil das Autorenteam der Meinung war, dass das Neuland des Gamma-Quadranten im bisherigen Verlauf der Serie nur unzureichend genutzt worden war. Es genügte nicht länger, den Quadranten als ein weiteres Gebiet unerkundeten Weltraums darzustellen, sondern er sollte klar definiert werden.

### Darsteller
Die Hauptfigur Jake Sisko (Cirroc Lofton) hat in dieser Folge keinen Auftritt.
Brian Thompson, Darsteller von Inglatu, hatte zuvor bereits den Klingonen Klag in Folge 2.08 (Der Austauschoffizier) von Raumschiff Enterprise – Das nächste Jahrhundert gespielt. Er spielte später noch einen Jem’Hadar in Folge 4.23 (Die Abtrünnigen) von Star Trek: Deep Space Nine, einen weiteren klingonischen Offizier im Spielfilm Star Trek: Treffen der Generationen und den romulanischen Admiral Valdore in drei Folgen von Star Trek: Enterprise.

## Rezeption
Die Folge wurde 1994 für einen Primetime Emmy Award in der Kategorie „Beste Einzelleistung im Make-up für eine Serie“ nominiert.
Keith DeCandido bewertete Profit oder Partner! 2013 auf tor.com als eine durchschnittliche Folge von Star Trek: Deep Space Nine. Er fand, dass die Geschichte zahlreiche tolle Elemente enthält. Wallace Shawns Darbietung als Zek sei großartig, ebenso Brian Thompson als Inglatu. Das später so wichtige Dominion eher beiläufig in einer Comedy-Folge einzuführen, fand DeCandido mutig. Er mochte auch die völlig unterschiedliche Sichtweise von Dax und Kira auf die Kultur der Ferengi. Dass Dax sich über Pels Zuneigung für Quark freut, noch bevor sie weiß, dass Pel eine Frau ist, hielt DeCandido für den womöglich homosexualitätsfreundlichsten Moment des Star-Trek-Franchises. DeCandido fand aber auch, dass die Folge zwischen mehreren Handlungspunkten mäandert, ohne einen davon wirklich zu vertiefen. Ihn störte auch, dass Quark, abgesehen von seiner finalen Verteidigung Pels gegenüber Zek, für den Großteil der Serie unverdient schwach dargestellt wird und dass seine wahren Gefühle gegenüber Pel letztlich unklar bleiben.